# Oliver Watson-Palmer
Oliver Watson-Palmer, né le 8 janvier 2004 à Queenstown, est un coureur cycliste néo-zélandais.

## Biographie
Durant son adolescence, Oliver Watson-Palmer essaye diverses activités sportives comme la course à pied et le triathlon,. Il finit toutefois par opter pour le vélo en 2018, vers l'âge de quatorze ans. Dans un premier temps, il pratique uniquement le cyclisme sur route. Il découvre également les compétitions sur piste en 2019, pendant sa scolarité à Cambridge. Depuis lors, il concilie les deux disciplines. 
En 2022, il devient champion de Nouvelle-Zélande de poursuite par équipes, aux côtés de plusieurs coéquipiers. La même année, il s'adjuge le titre de champion national junior dans le scratch. Il termine par ailleurs troisième de la poursuite par équipes aux championnats du monde sur piste juniors, avec la délégation néo-zélandaise. Sur route, il remporte la version junior du Tour de Southland. 
Pour ses débuts espoirs, il intègre l'équipe continentale MitoQ-NZ Cycling Project en 2023. Toujours actif sur piste, il décroche trois nouveaux titres de champion national chez les élites (poursuite par équipes, scratch et élimination). 

## Palmarès
- 2021
  - 3e du championnat de Nouvelle-Zélande sur route juniors
- 2022
  - Tour de Southland juniors :
    - Classement général
    - 1re étape

## Palmarès sur piste

### Championnats du monde juniors
- Tel Aviv 2022
  -  Médaillé de bronze de la poursuite par équipes

### Championnats nationaux
- 2021
  -  Champion de Nouvelle-Zélande de vitesse par équipes juniors (avec Ewan Cousins et Liam Cavanagh)[6]
- 2022
  -  Champion de Nouvelle-Zélande de poursuite par équipes (avec Daniel Bridgwater, Zakk Patterson et Kiaan Watts)
  -  Champion de Nouvelle-Zélande du scratch juniors
- 2023[7]
  -  Champion de Nouvelle-Zélande de poursuite par équipes (avec Lewis Johnston, Matt Davis et Maui Morrison)
  -  Champion de Nouvelle-Zélande du scratch
  -  Champion de Nouvelle-Zélande de l'élimination
  - 2e du championnat de Nouvelle-Zélande de poursuite
  - 3e du championnat de Nouvelle-Zélande du kilomètre
  - 3e du championnat de Nouvelle-Zélande de course aux points
- 2024
  - 3e du championnat de Nouvelle-Zélande de course aux points